# Max Kaminsky
Pour les articles homonymes, voir Kaminsky.
Max Kaminsky (né le 19 avril 1913 à Niagara Falls au Canada — mort le 5 mai 1961 à New York aux États-Unis) est un joueur professionnel et entraîneur canadien de hockey sur glace qui évoluait au poste de centre.

## Biographie
Kaminsky débute dans l'équipe amateur de sa ville de naissance, les Cataract de Niagara Falls avec lesquels il dispute la Coupe Allan en 1933. La saison suivante, il signe un contrat comme agent libre avec les Sénateurs d'Ottawa dans la Ligue nationale de hockey. Il suit son équipe à Saint-Louis lorsque celle-ci déménage puis est échangé aux Bruins de Boston le 4 décembre 1934 contre Joe Lamb. Il est ensuite vendu aux Maroons de Montréal le 7 décembre 1936 où il ne joue que six matchs et rejoint ensuite l'International American Hockey League (qui devient ensuite la Ligue américaine de hockey) où il termine sa carrière professionnelle avec cinq différentes équipes. Il y est notamment nommé dans la deuxième équipe d'étoiles en 1940.
Lors de la saison 1944-1945, il devient entraîneur-joueur des Hornets de Pittsburgh. Il entraîne l'équipe deux saisons supplémentaires, menant l'équipe à la finale de la Coupe Calder en 1947, finale perdue 3 matchs à 4 contre les Bears de Hershey.
Comme entraîneur, il remporte la Coupe Memorial avec les Teepees de Saint-Catharines en 1960.
Il meurt d'un cancer le 5 mai 1961 à l'Hôpital Mont Sinaï de New York. 
Le trophée Max-Kaminsky est remis par la Ligue de hockey de l'Ontario au meilleur défenseur de la saison depuis 1969. En 1992, Kaminsky est admis au temple de la renommée des sports de la ville de Niagara Falls.

## Statistiques
Pour les significations des abréviations, voir Statistiques du hockey sur glace.
| Saison     | Équipe                     | Ligue       |     | Saison régulière | Saison régulière | Saison régulière | Saison régulière | Saison régulière |   | Séries éliminatoires | Séries éliminatoires | Séries éliminatoires | Séries éliminatoires | Séries éliminatoires |
| Saison     | Équipe                     | Ligue       | PJ  | B                | A                | Pts              | Pun              | PJ               | B | A                    | Pts                  | Pun                  |                      |                      |
| 1929-1930  | Cataracts de Niagara Falls | OHA-Jr.     | 6   | 9                | 4                | 13               | 2                | 2                | 5 | 1                    | 6                    | 0                    |                      |                      |
| 1930-1931  | Cataracts de Niagara Falls | OHA-Jr.     | 7   | 14               | 15               | 29               | 0                | 2                | 3 | 0                    | 3                    | 4                    |                      |                      |
| 1930-1931  | Cataracts de Niagara Falls | OSHA-B      | 1   | 1                | 1                | 2                | 0                |                  |   |                      |                      |                      |                      |                      |
| 1931-1932  | Cataracts de Niagara Falls | OHA-Sr.     | 20  | 12               | 3                | 15               | 18               | 2                | 0 | 0                    | 0                    | 2                    |                      |                      |
| 1932-1933  | Cataracts de Niagara Falls | OHA-Sr.     | 21  | 11               | 7                | 18               | 36               | 5                | 2 | 1                    | 3                    | 13                   |                      |                      |
| 1932-1933  | Cataracts de Niagara Falls | Coupe Allan | 6   | 3                | 1                | 4                | 2                |                  |   |                      |                      |                      |                      |                      |
| 1933-1934  | Cataracts de Niagara Falls | OHA-Sr.     | 6   | 5                | 3                | 8                | 8                |                  |   |                      |                      |                      |                      |                      |
| 1933-1934  | Sénateurs d'Ottawa         | LNH         | 38  | 9                | 17               | 26               | 14               |                  |   |                      |                      |                      |                      |                      |
| 1934-1935  | Eagles de Saint-Louis      | LNH         | 12  | 0                | 0                | 0                | 0                |                  |   |                      |                      |                      |                      |                      |
| 1934-1935  | Bruins de Boston           | LNH         | 38  | 12               | 15               | 27               | 4                | 4                | 0 | 0                    | 0                    | 0                    |                      |                      |
| 1935-1936  | Bruins de Boston           | LNH         | 36  | 1                | 2                | 3                | 20               |                  |   |                      |                      |                      |                      |                      |
| 1936-1937  | Maroons de Montréal        | LNH         | 6   | 0                | 0                | 0                | 0                |                  |   |                      |                      |                      |                      |                      |
| 1936-1937  | Reds de Providence         | IAHL        | 2   | 0                | 0                | 0                | 0                |                  |   |                      |                      |                      |                      |                      |
| 1936-1937  | Eagles de New Haven        | IAHL        | 20  | 3                | 5                | 8                | 6                |                  |   |                      |                      |                      |                      |                      |
| 1937-1938  | Eagles de New Haven        | IAHL        | 15  | 2                | 4                | 6                | 4                |                  |   |                      |                      |                      |                      |                      |
| 1937-1938  | Indians de Springfield     | IAHL        | 31  | 3                | 4                | 7                | 14               |                  |   |                      |                      |                      |                      |                      |
| 1938-1939  | Indians de Springfield     | IAHL        | 46  | 7                | 14               | 21               | 8                | 3                | 0 | 1                    | 1                    | 2                    |                      |                      |
| 1939-1940  | Indians de Springfield     | IAHL        | 53  | 11               | 29               | 40               | 20               | 3                | 0 | 2                    | 2                    | 0                    |                      |                      |
| 1940-1941  | Indians de Springfield     | LAH         | 40  | 13               | 9                | 22               | 9                | 3                | 2 | 0                    | 2                    | 0                    |                      |                      |
| 1941-1942  | Indians de Springfield     | LAH         | 53  | 18               | 23               | 41               | 9                | 5                | 0 | 2                    | 2                    | 0                    |                      |                      |
| 1942-1943  | Bisons de Buffalo          | LAH         | 42  | 10               | 36               | 46               | 6                | 9                | 2 | 12                   | 14                   | 4                    |                      |                      |
| 1943-1944  | Bisons de Buffalo          | LAH         | 42  | 7                | 29               | 36               | 17               | 9                | 4 | 2                    | 6                    | 2                    |                      |                      |
| 1944-1945  | Hornets de Pittsburgh      | LAH         | 54  | 5                | 28               | 33               | 17               |                  |   |                      |                      |                      |                      |                      |
| Totaux LNH | Totaux LNH                 | Totaux LNH  | 130 | 22               | 34               | 56               | 38               | 4                | 0 | 0                    | 0                    | 0                    |                      |                      |